# پاله‌یایا
پاله‌یایا (به لاتین: Palleyaya) یک منطقهٔ مسکونی در سری‌لانکا است که در استان مرکزی (سری‌لانکا) واقع شده‌است.